# Manuel A. Odría
Manuel Arturo Odría Amoretti (Tarma, 26 novembre 1897 - Lima, 18 février 1974) est un homme d'État et militaire péruvien. Il est porté au pouvoir par un coup d’État en 1948 qui renverse la République. Au pouvoir, il met en place un régime militaire dictatorial qui prend le nom d'Ochenio. Son administration se caractérise par sa progressivité et son ancrage national, fondé sur le pragmatisme et le nationalisme. La reprise économique et financière relative du pays, favorisée en partie par une conjoncture internationale bénéfique : la guerre de Corée, entraîne une augmentation des exportations et le rebond de leurs prix. La crise économique commence à s'aggraver pendant ses dernières années au pouvoir. 
Après avoir interdit tous les partis politiques en 1951, il organise des élections législatives réservées au parti unique : l'Union nationale odriiste. En 1954, après la tentative de coup d’État de son premier ministre et potentiel successeur, le général Zenón Noriega Agüero, il durcit sa politique ce qui entraîne des tensions au sein de son propre parti. 
Le 21 décembre 1955, éclate la révolution d'Arequipa, une lutte intense pour tenter de retrouver la démocratie. Voulant rester au pouvoir, Odría organise la répression. Mais les combats s'éternisent et ses proches le trahissent. 
À la tête d'une armée réduite, il renonce au pouvoir le 2 juillet 1956 et s'exile aux États-Unis, avant de revenir au pays en 1963, après la fin de la dictature de la junte militaire. Malgré de nombreuses contestations, il se déclare candidat à l'élection présidentielle de juillet 1963, où il est vaincu par l'Alliance populaire révolutionnaire américaine et l'Action populaire. Après sa défaite, son parti est dissous et lui-même est victime de plusieurs procédures judiciaires, ce qui l'oblige à abandonner la politique. 
L'homme politique péruvien Enrique Odria (1968-) est un de ses descendants.

## Jeunes années
Odría naît en 1897 à Tarma, une ville des Andes centrales à l’est de Lima. Il termine major de sa promotion à l’école militaire de Chorrillos en 1915. Au cours de sa carrière militaire, il parvient au grade de lieutenant-colonel. Il s’illustre lors de la Guerre avec l’Équateur en 1941, notamment à la bataille de Zarumilla. Par la suite, il est rapidement promu général.

## « El Ochenio»
En 1945, José Luis Bustamante y Rivero accède à la présidence avec l’appui de l’Alianza Popular Revolucionaria Americana (Alliance populaire révolutionnaire américaine). D’importants désaccords se produisent entre Víctor Raúl Haya de la Torre, le fondateur de l’Alliance populaire révolutionnaire américaine et le président Bustamante y Rivero. Le président dissout son cabinet Apriste et le remplace par un cabinet majoritairement militaire. Odría, un féroce adversaire de l’Alliance populaire révolutionnaire américaine, est nommé Ministre de l’Intérieur. En 1948, Odría et d’autres éléments de droite insistent auprès du Président Bustamante y Rivero pour que l’Alliance populaire révolutionnaire américaine soit proscrite. Mais le président refuse, Odría démissionne. Le 29 octobre 1948, il mène avec un succès un coup d’État et prend la présidence d’une junte militaire jusqu’en 1950. Il convoque alors des élections générales et se présente comme candidat unique à la présidence. Il fait emprisonner son principal opposant le général Montagne. Le 30 mai, il remet ses pouvoirs au général Zenón Noriega pour participer aux élections et il devient président constitutionnel du Pérou le 28 juillet.
Odría réprime durement l’Alliance populaire révolutionnaire américaine (APRA) et les communistes, et a momentanément les faveurs de l’oligarchie et de la droite. Mais comme celui de Juan Perón en Argentine, son pouvoir prend une tournure populiste qui le fait apprécier des pauvres et des couches les moins favorisées de la population. Une économie prospère lui permet de mener à bien une politique sociale. Le 7 septembre 1955, les femmes obtiennent le droit de vote.
Sous son mandat sont institués la Sécurité Sociale des Salariés, le salaire dominical ouvrier, le Fonds National de Santé, Fonds National d’Éducation, un Plan National d’Éducation.
Sur le plan économique, le contrôle des changes est supprimé, ce qui fait baisser la monnaie locale face au dollar et favorise les exportations de matières premières et de produits agricoles (coton, sucre...). Des accords sont conclus pour l’exploitation des gisements de fer de Marcona et de cuivre de Toquepala. On construit le canal de dérivation du rio Quiroz et le réservoir de San Lorenzo dans la Région de Piura qui permet d’irriguer de nouvelles terres. Commencé sous le régime antérieur, l’aménagement de la lagune de Choclococha dans la région de Huancavelica, avec sa dérivation vers la vallée côtière d’Ica, est terminé.
Sur le plan international, il signe des accords de coopération économique et culturelle avec le Brésil. Comme le Chili et l’Équateur, il décide d’étendre la souveraineté maritime aux 200 milles, ce qui dérange les États-Unis dont les navires pêchent dans cette zone.
Mais dans le même temps les droits civils sont sévèrement restreints et une corruption rampante gagne tout le régime. On craignait que cette dictature ne s’éternise ; Odría crée la surprise en décidant de convoquer des élections générales en 1956 auxquelles il ne présente pas. Ces élections sont remportées par l’ancien président Manuel Prado Ugarteche.

## L’opposition au président Belaúnde
Aux élections générales de 1962, Odría se présente comme candidat de la droite pour la Unión Nacional Odriista. Aucun des candidats les plus importants (Odria, Haya de la Torre et Fernando Belaúnde Terry) n’obtient le tiers des votes qui est requis pour être élu. Il apparaît qu’Odria va remporter la présidence du Congrès, après la conclusion d’un accord avec Haya de la Torre, mais un coup d’État militaire renverse le président Prado quelques jours avant que ne se termine son mandat. De nouvelles élections sont convoquées en 1963 avec les mêmes candidats qu’en 1962, remportées par Belaúnde avec 36 % des voix.
Pendant la présidence de Belaúnde, Odría s’allie avec Haya de la Torre pour former un groupe d’opposition au Parlement, la coalition Alliance populaire révolutionnaire américaine - Unión Nacional Odriísta. Ils gênent suffisamment le Président Belaúnde, pour le forcer à leur faire d’importantes concessions. Cette coalition subit un revers avec la perte des élections pour la mairie de la capitale, Lima.
Après le coup d’État militaire de 1968, Odría s’efface de la vie politique jusqu’à sa mort en 1974.